# Maison des pays de Bresse
La maison des pays de Bresse est un écomusée qui présente plus de 2 000 m2 d'exposition consacrés à la culture bressane, situé à Saint-Étienne-du-Bois dans l'Ain.

## Présentation
La maison de pays est composée de cinq bâtiments :
- la ferme des Mangettes du XVe siècle avec sa cheminée sarrasine, son archebanc et ses costumes folkloriques ;
- la ferme de la Claison du XVe siècle présente des métiers, des commerces et écoles d'autrefois ;
- le bâtiment de Montaplan présente du matériel agricole, des véhicules hippomobiles ;
- le bâtiment de La Carronnière présente une fabrique de tuiles et de briques d'autrefois ;
- un four à pain et une salle des abeilles
- en plus sur le site, la ferme de Condal abritant l'office de tourisme.

### Événements
En outre, le lieu favorise la culture bressane en organisant des évènements relatifs à la musique folklorique,, à la gastronomie bressane, notamment avec la fabrication de paria (confiture typique de la Bresse),, ou encore à la vannerie. La MPB propose des stages de « vieux métiers », des visites guidées, des animations scolaire, etc.